# 2008年喬戈里峰事故
2008年喬戈里峰事故发生于2008年8月1日，当时来自国际登山队的11名登山者在世界第二高峰K2遇难。另有三人重伤。这场在周五冲顶和周六下撤过程中发生的系列死亡事件，成为K2登山史上最严重的单次事故。部分具体细节仍存疑点，不同幸存者目击证词或后来遇难登山者的无线电通讯（有时是事件发生数分钟后）对时间线和行动的描述存在多个可信版本。
据报告主要问题发生在被称为"瓶颈路段"（Bottleneck）的冰崩。冰崩摧毁了登山者的路绳系统，导致他们无法下撤。但有两人在冰崩前登顶途中遇难。遇难者包括来自法国、爱尔兰、韩国、尼泊尔、挪威、巴基斯坦和塞尔维亚的登山者及高山协作。

## 登山目标：K2
K2海拔8,611（28,251英尺），是仅次于珠穆朗玛峰的世界第二高峰。K2属于喀喇昆仑山脉，靠近喜马拉雅山脉，位于巴基斯坦吉尔吉特-巴尔蒂斯坦地区与中国新疆维吾尔自治区塔什库尔干塔吉克自治县交界处。登山界普遍认为其攀登难度远高于珠峰，按登顶死亡率统计为世界第三危险山峰。
最危险的路段是瓶颈路段——一条被顶峰东侧冰原悬冰川覆盖的陡峭冰槽。极高的冰崩风险要求登山者必须快速通过。该路段在此次事件中成为致命焦点。
K2登山季为6月至8月，但2008年恶劣天气导致整个6-7月无人登顶。7月底，十支队伍等待窗口期，部分已驻扎近两个月。前期时间用于海拔适应和建立高营地，其中最高的四号营地位于海拔7,800—7,900米（25,600—25,900英尺）处。

## 四号营地至顶峰事件
7月末天气预报好转，多支队伍于7月31日进驻四号营地准备冲顶。美国队、法国队、挪威队、塞尔维亚队、韩国队（含尼泊尔夏尔巴）、荷兰Norit公司赞助的国际队及巴基斯坦高山协作（HAPs）决定在8月1日周五联合冲顶。另有独立登山者（西班牙独攀者和意大利双人组）于清晨加入冲顶。

### 8月1日 周五

#### 初始延误
午夜前HAPs和夏尔巴开始铺设路绳。西班牙独攀者阿尔贝托·泽兰（Alberto Zerain）从三号营地夜攀抵达后决定直接冲顶。经验最丰富的HAP沙欣·贝格（Shaheen Baig）因高原反应症状下撤。作为联合队伍中唯一有K2登顶经验者，他非正式领导力的缺失造成严重影响。后续出现混乱：部分路绳可能被遗留或铺设位置过低。
凌晨3点登山队出发时发现，HAPs在无需路绳的四号营地上方至瓶颈路段铺设了路绳，导致瓶颈上方横切路段无绳可用。登山者被迫拆除下方路绳用于横切段，造成危险延误。
此时美国队埃里克·迈耶和瑞典队弗雷德里克·斯特朗决定放弃冲顶返回四号营地，担心登顶过晚及瓶颈路段拥挤引发的冰崩风险。克里斯·克林克继续攀登数小时后放弃，Norit队员耶勒·斯塔勒曼也因冻伤放弃。

#### 曼迪奇与贝格坠亡
8时，登山者终于通过瓶颈路段。塞尔维亚队德伦·曼迪奇（Dren Mandić）为调整氧气系统并超越挪威队塞西莉·斯科格（Cecilie Skog）而解开主锁，失衡坠落后撞击斯科格。斯科格因连接路绳未被带落。曼迪奇则沿瓶颈路段坠落超100米。四号营地目击者声称看到他仍有动静，遂派出救援组。瑞典人弗雷德里克·斯特朗自称指挥了救援行动。
斯特朗抵达时，塞尔维亚登山者普雷德拉格·扎戈拉茨（Predrag Zagorac）、伊索·普拉尼奇（Iso Planić）及其HAP穆罕默德·侯赛因（Mohammed Hussein）已到场。他们确认曼迪奇无脉搏且伤势致命。塞尔维亚队员决定将遗体下放至四号营地，斯特朗协助。法国队HAP杰汉·贝格（Jehan Baig）完成协助任务后加入下撤。多人指出贝格可能患高山病，因其在绳降中行为异常。斯特朗发现贝格神志不清：先要协助救援，后拒绝，片刻后又返回协助。贝格失足撞向斯特朗，斯特朗警告其松开连接遗体的绳索以防四人全被拖坠。贝格松手后却未用滑坠制动技术（成功率约50%）自救，坠亡原因不明。斯特朗遂放弃遗体独自下撤。塞尔维亚队用国旗包裹遗体固定后下撤。法国队尼古拉斯·莱斯（Nicholas Rice）也因此延误放弃冲顶。
此次延误及瓶颈路段拥堵导致多数人登顶时间大幅推迟，最晚至20时（常规登顶时间为15-17时）。当日共18人登顶，其中8人（另有1人止步顶峰附近）未能生还。西班牙人阿尔贝托·泽兰于15时率先独登顶，下撤时安全通过瓶颈路段。

#### 首次冰崩
20:30，夜幕笼罩K2。挪威队员拉尔斯·弗拉托·内萨（Lars Flatø Nessa）和斯科格（两人于泽兰后两小时登顶）即将通过瓶颈横切路段时，上方冰塔断裂。坠冰切断所有路绳并卷走斯科格的丈夫罗尔夫·贝（Rolf Bae）——他在距顶峰仅100米（330英尺）处放弃冲顶，托付内萨照顾妻子后原地等待。内萨与斯科格在无路绳情况下连夜下撤至四号营地。
冰崩后瓶颈路段技术难度剧增。冰屑遍布路线，上方登山者被困于海拔8,000米（26,000英尺）以上的死亡地带。因未携带备用绳索或保护装置，他们被迫以"无保护独攀"方式通过危险瓶颈。据Norit队荷兰登山者威尔科·范罗延（Wilco van Rooijen）描述，瓶颈上方等待者陷入恐慌。部分人摸黑夜降，其他人选择露宿待天明。

#### 午夜下撤
Norit队正式队员彭巴·嘉尔杰（Pemba Gyalje）——曾担任珠穆朗玛峰协作的夏尔巴登山家——在无路绳情况下摸黑下撤，午夜前抵达四号营地。夏尔巴赤仁·多吉（Chhiring Dorje）用安全带连接丢失冰镐的"小"帕桑·喇嘛（"Little" Pasang Lama）通过瓶颈。"我难以想象你们如何做到，"艾德·维斯特斯在《K2：生死世界最险峰》中写道："你站稳双脚，插入冰镐，然后让同伴用脚和手固定。待他稳定前切勿移动。但若帕桑坠落，很可能拖带赤仁！何等无私！"
韩国队员金载洙（Kim Jae-soo）和高美顺（Go Mi-Young）也成功夜降瓶颈，后者获韩国B队夏尔巴赤仁·波特（Chhiring Bhote）和"大"帕桑·波特（"Big" Pasang Bhote）救援。二人未携带食物氧气于午夜上攀，发现迷路的高美顺后引导其下撤。

#### 多巴拉德坠亡
Norit队卡斯·范德赫维尔（Cas van de Gevel）与法国队于格·多巴拉德（Hugues D'Aubarède）决定夜降瓶颈。范德赫维尔降至瓶颈底部时目睹一名登山者坠亡，此说法获夏尔巴赤仁·波特与"大"帕桑·波特证实（二人亦见1-2个物体坠落）。坠亡者可能是范德赫维尔在黑暗中超越的多巴拉德——他数小时前已耗尽氧气，被超越时显疲态并坚持让范德赫维尔先行。
意大利半独攀者马尔科·孔福尔托拉（Marco Confortola）与Norit队员范罗延、爱尔兰人杰尔·麦克唐奈（Ger McDonnell）因找不到横切路绳在横切段上方露宿。孔福尔托拉称露宿时听到尖叫，并见头灯随冰塔区轰鸣声消失。此时瓶颈上方仍有八人。

### 8月2日 周六
大本营启动救援，队伍携带绳索前往瓶颈。成员包括早前协助高美顺的夏尔巴次仁·波特（Tsering Bhote）和"大"帕桑·波特，他们此次为搜寻被困瓶颈上方的亲属朱米克·波特（Jumik Bhote）及韩国队员。

#### 二次冰崩
清晨，范罗延放弃寻找路绳独自下撤。因视力恶化恐患雪盲症，他需快速下撤。孔福尔托拉与麦克唐奈未立即跟随。范罗延后遇剩余韩国队员（孔福尔托拉称含朴景孝/Kyeong-Hyo Park）及其向导朱米克·波特。
众人被绳索缠绕悬吊整夜——有人倒挂且血迹斑斑，但全部存活。不确定他们是二次冰崩、雪崩或普通滑坠的受害者。部分消息称仅两名韩国人和朱米克·波特，其他报告称三名韩国人（一人濒死）。此事可能是孔福尔托拉前夜目睹的事件，也可能是次仁·波特与"大"帕桑·波特所见第二个坠山物体——缺乏直接证据证实任一推测。范罗延将备用手套交给朱米克·波特后无力协助。他称朱米克·波特告知四号营地正实施救援，遂继续下撤。
孔福尔托拉与麦克唐奈上午抵达韩国队位置，耗费数小时解困。后续发展不明：孔福尔托拉称麦克唐奈协作1.5小时后突然回攀，留他面对被困三人。他推测麦克唐奈因高原病神志错乱。孤立无援下，孔福尔托拉将装备交给朱米克·波特。他们虽将韩国队员调整为舒适体位，但缠绕未解。孔福尔托拉称用无线电联系到正前往救援的次仁·波特与"大"帕桑·波特。耗费三小时后精疲力竭，他选择下撤。
范罗延质疑该说法。他在下方目睹二人救援过程，认为麦克唐奈并非回攀，而是攀至最高锚点尝试转移受力，后返回继续解困数小时。其著作《K2幸存》中照片佐证此说。

#### 三次冰崩与雪崩

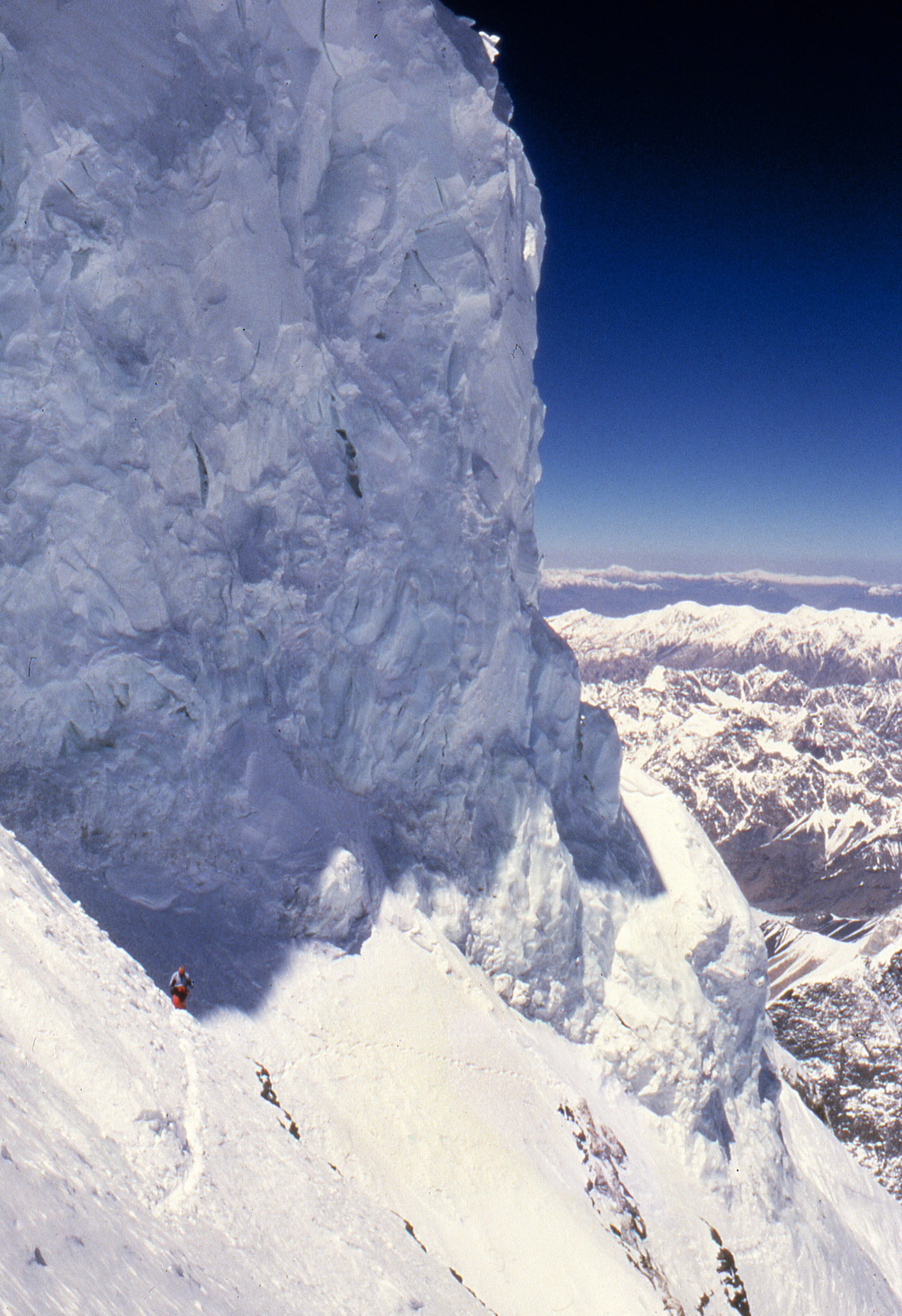
K2高处：瓶颈路段上方的冰塔

孔福尔托拉称离开三人不久遭遇雪崩，在碎冰中发现一具遗体，经辨认认为是麦克唐奈。
正午时分，次仁·波特与"大"帕桑·波特抵瓶颈底部，发现匍匐前进的孔福尔托拉。二人用无线电召嘉尔杰与范德赫维尔接应，以便继续搜寻朱米克·波特与韩国队员。"大"帕桑·波特后电告嘉尔杰在瓶颈上方找到朱米克·波特及两名韩国队员——表明他们终获自由。他同时报告第四名登山者在韩国队员与两夏尔巴下撤时被冰崩卷亡。遇难者红黑登山服与麦克唐奈相符，说明孔福尔托拉错认遗体，且支持范罗延理论——麦克唐奈解困后死于另一次冰崩。位于瓶颈底部的次仁·波特也称目睹冰崩袭击下撤队伍。

#### 疑点
另一谜团涉及失踪者：多巴拉德的HAP迈尔班·卡里姆（Meherban Karim）。他最后被目击是8月1日晚与多巴拉德一同下撤，后二人黑暗中失散（范德赫维尔仅遇多巴拉德）。范罗延在著作中支持卡里姆露宿位置更高理论，并提供照片证据：8月2日晨冰塔区上方似有人影，后续照片中消失并留有下撤痕迹。范罗延等人（含麦克唐奈伴侣安妮·斯塔基）认为此人是卡里姆。因无氧露宿高海拔导致神志不清，他可能误入冰塔区坠亡或被冰崩吞没，甚至可能引发某次冰崩。因此孔福尔托拉在雪崩碎冰中所见可能是卡里姆遗体。
格雷厄姆·鲍利（《纽约时报》调查记者）在《绝路》（2010）无法反驳范罗延证据，但仍认为照片至多存疑。作家迈克尔·科达斯认同此分析。二人倾向唯一生还目击者孔福尔托拉的证词。嘉尔杰所摄照片中无法辨识个体，疑似人影可能是岩石，山体痕迹亦随处可见。
孔福尔托拉陈述多处矛盾。其初期宣称解救韩国队员，后证实实为麦克唐奈所为。他可能将其他遇难者遗体错认为麦克唐奈。关于前夜，他称与麦克唐奈目睹登山者被卷走后决定露宿，范罗延稍后加入。范罗延否认此说，向麦克唐奈家属表示三人同宿。真相多源自范罗延与嘉尔杰的版本。孔福尔托拉陈述早受关注因其率先接触媒体——嘉尔杰出山时他已在受访，数日后嘉尔杰方能陈述事件。
另一解释可能是"大"帕桑·波特对登山服颜色的误判——最后坠亡者或是身着纯红色羽绒服的卡里姆。若此成立，则孔福尔托拉早前在雪崩中所见确为麦克唐奈遗体。多种可能性凸显了当日K2事件细节的不确定性。
阿曼达·帕多安与彼得·扎克曼在《埋葬云端》（2012）中深入分析夏尔巴与HAP的经历，提出包括麦克唐奈与卡里姆在第四次冰崩时仍存活等替代解释。

#### 四次冰崩与雪崩
"大"帕桑·波特通报找到朱米克·波特及两名韩国队员数分钟后，新雪崩吞噬四人。爬坡较慢的次仁·波特未达瓶颈顶部而幸存，嘉尔杰与孔福尔托拉在底部亦生还。死亡人数升至11人。

#### 范罗延下撤
范罗延沿新路线（切森路线左侧）绕过四号营地下撤。范德赫维尔与嘉尔杰从四号营地降至三号营地时得知范罗延仍在山中。范罗延的数次卫星电话帮助定位。他经历第二次露宿，双脚三度冻伤。范罗延是为数不多在8000米死亡地带存活超两日者。

## 救援行动
范德赫维尔与嘉尔杰于2008年8月3日晨在切森路线找到范罗延，三人于22时返回大本营。
巴基斯坦军方8月4日晨启动救援，出动两架直升机将大本营（约海拔5000米）两名冻伤荷兰登山者撤至斯卡杜。范罗延通过卫星电话联系兄弟时发出的GPS坐标助其获救。
孔福尔托拉抵二号营地（前进营地）后次日被直升机撤离。巴当局公布遇难及伤者名单。
四名登山者（含一名意大利人）自行下撤后飞赴斯卡杜治疗。

## 后续
- 马尔科·孔福尔托拉出版意大利语著作《冰封岁月》[38]
- 杰勒德·麦克唐奈家族设立基金会资助四名遇难HAP的子女[39]
- 赤仁·多吉夏尔巴与"小"帕桑·喇嘛的交叉人生载入《埋葬云端》（2012）[40]。该书获国家户外图书奖（历史/传记类）、2012年NCTE乔治·奥威尔奖、班夫山地图书节登山历史奖。赤仁·多吉夏尔巴因英勇事迹于2013年3月获探险家俱乐部年会"丹增·诺盖奖"[41]
- 彭巴·嘉尔杰夏尔巴当选2008年《国家地理探险》年度探险家[42]，表彰其"极端困境下的超凡英勇"[43][44][45]
- 艾德·维斯特斯出版《K2：生死世界最险峰》（2009）并参与相关媒体项目
- 威尔科·范罗延出版荷英双语著作《幸存K2》[46]
- 塞西莉·斯科格出版挪威语著作《致罗尔夫》

## 遇难者名单
| 姓名            | 国籍     | 遇难位置     | 死因                           |
| --------------- | -------- | ------------ | ------------------------------ |
| 德伦·曼迪奇     | 塞尔维亚 | 瓶颈路段下方 | 冲顶途中滑坠                   |
| 杰汉·贝格       | 巴基斯坦 | 瓶颈路段下方 | 救援曼迪奇遗体时滑坠           |
| 罗尔夫·贝       | 挪威     | 瓶颈路段     | 首次冰崩                       |
| 于格·多巴拉德   | 法国     | 瓶颈路段上方 | 夜间下撤时滑坠                 |
| 卡里姆·迈尔班   | 巴基斯坦 | 瓶颈路段上方 | 二次或三次冰崩                 |
| 杰勒德·麦克唐奈 | 爱尔兰   | 瓶颈路段上方 | 协助韩国伤员时遇二次或三次冰崩 |
| 朴景孝          | 韩国     | 瓶颈路段上方 | 四次冰崩                       |
| 金孝京          | 韩国     | 瓶颈路段上方 | 四次冰崩                       |
| 黄东镇          | 韩国     | 瓶颈路段上方 | 四次冰崩                       |
| 朱米克·波特     | 尼泊尔   | 瓶颈路段上方 | 四次冰崩                       |
| 帕桑·波特       | 尼泊尔   | 瓶颈路段上方 | 四次冰崩                       |

三名韩国人中或有一人在绳索缠绕事故中或次日晨解困前死亡。部分消息称麦克唐奈与孔福尔托拉救援时有三名韩国人被困，另一些记录为两名韩国人和朱米克·波特。可确定的是仅两名韩国人生还至最后冰崩前。

## 山难后K2攀登
2009-2010年无人登顶，期间著名滑雪者弗雷德里克·埃里克松在瓶颈路段坠亡。 K2再次被登顶是2011年8月23日，葛林德·卡尔滕布鲁纳（奥地利）、马克苏特·朱马耶夫与瓦西里·皮夫佐夫（哈萨克斯坦）及达雷克·扎卢斯基（波兰）经北山脊登顶。

## 书目
- 鲍利, 格雷厄姆.  1st. 纽约: 哈珀柯林斯. 2010  [2014-01-15]. ISBN 978-0-06-183478-3.
- 柯伦, 吉姆. . 霍德&斯托顿. 1995. ISBN 978-0-340-66007-2.
- 福尔维, 帕特; 彭巴, 嘉尔杰·夏尔巴. . 都柏林: 超越耐力出版&奥布赖恩出版社. 2013  [2018-09-16]. ISBN 978-1-84717-643-1. （原始内容存档于2016-11-04）.
- 帕多安, 阿曼达; 扎克曼, 彼得. . 纽约: W·W·诺顿. 2012. ISBN 978-039-334-5414.
- 维斯特斯, 艾德; 罗伯茨, 大卫. . 纽约: 百老汇图书. 2009  [2014-01-15]. ISBN 978-0-7679-3250-9. （原始内容存档于2014-01-16）.
- 威尔金森, 弗雷迪. . 纽约: 新美国图书馆. 2010  [2014-03-19]. ISBN 978-0451231192.